# Carlo Alberto dalla Chiesa

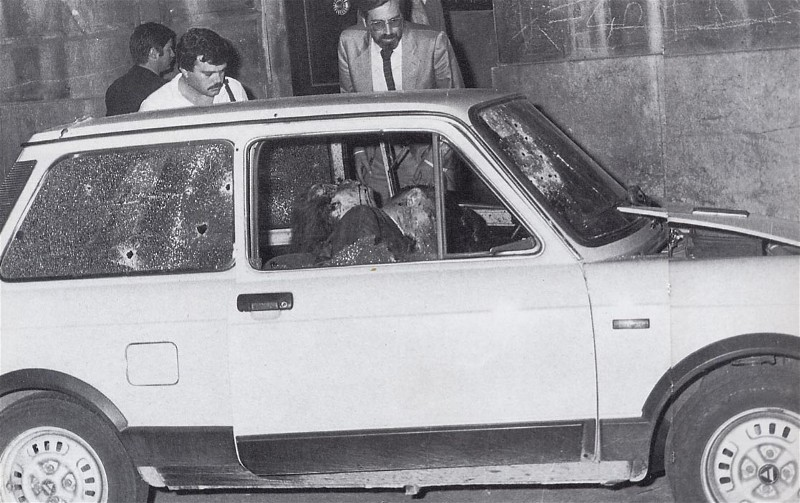
Ciało generała i jego żony w ich samochodzie

Carlo Alberto dalla Chiesa (ur. 27 września 1920 w Saluzzo, zm. 3 września 1982 w Palermo) – generał karabinierów, prefekt Palermo.
Urodził się w Saluzzo, region Piemontu, prowincja Cuneo, we włoskiej rodzinie o silnych tradycjach patriotycznych. Kolejne pokolenia rodziny Dalla Chiesa służyły w karabinierach od momentu powstania tej formacji (1814) dla obrony prawa i powstałego państwa włoskiego (1861).
W latach 70. odpowiedzialny za antyterrorystyczną kampanię wymierzoną w Czerwone Brygady. We wrześniu 1974 roku doprowadził do aresztowania jej założycieli/przywódców: Renato Curcio i Alberto Franceschini.
30 kwietnia 1982 roku przybył do Palermo – dzień później objął stanowisko prefekta – aby położyć kres przemocy panującej wówczas na ulicach miasta, która była rezultatem krwawej i bezwzględnej wielkiej wojnie klanów.
Po objęciu stanowiska – z biegiem czasu – odkrył, że w wielu urzędach publicznych, a nawet w prefekturze obecni byli ludzie mafii (jednym z pracowników był brat dr. Josepha Miceli Crimiego, który zamieszany był w rzekome porwanie bankiera Michele Sindony. Joseph M.Crimi ujawnił nazwiska wielu członków Loży Masońskiej P-2).
Od tego czasu mafia sycylijska niechętnie przyglądała się jego pracy. Na słowa otuchy i wsparcia mógł liczyć ze strony zwykłych ludzi i osób z najbliższego grona. W prasie pojawiały się uszczypliwe uwagi, a nawet obelżywe pogłoski. Porównywano go z „Żelaznym Prefektem” Cesare Morim (prefekt za czasów Benito Mussoliniego). Pomawiano go o to, że uważa Sycylijczyków za kryminalistów i podważa autonomię Sycylii.
Spotykał się z niechęcią ze strony polityków, głównie z Partii Chrześcijańsko-Demokratycznej (m.in. Salvo Lima i Giulio Andreotti). Jako jeden z nielicznych osób zapoznał się z raportem „Greco + 161” autorstwa komisarza policji Antonino Cassary.
3 września 1982 roku został zastrzelony – razem ze swoją drugą żoną Emanuelą Setti Carraro i agentem Domenico Russo – w zasadzce na Via Carini. Zabójcy (w sumie osiem osób, czterech na motocyklach i czterech w samochodzie BMW) oddali strzały w kierunku pojazdu Autobianchi A112, którym się we trójkę poruszali. Później jeden z zamachowców wysiadł z samochodu i oddał kilka strzałów dla pewności.
Dalla Chiesa zginął na zlecenie bossa mafijnego Salvatore Riina. Wykonawcami zabójstwa byli m.in. Giuseppe Greco (we wrześniu 1985 r. został zastrzelony na polecenie Riiny) i Giuseppe Lucchese (odsiaduje dożywocie).
Tuż przed śmiercią (tego samego dnia) spotkał się z konsulem Stanów Zjednoczonych w Palermo, Ralphem Jonesem. To jemu generał powiedział o niewielkiej (wręcz braku) pomocy ze strony władz włoskich i jawnej współpracy mafii z lokalnymi politykami.
Dalla Chiesa liczył, że rząd amerykański wywrze naciski na rząd włoski, aby ten podjął zdecydowane działania.
Reakcją władz włoskich na zabójstwo generała było wysłanie nowego prefekta. W Rzymie powołano Antymafijną Komisję, uchwalono Ustawę La Torre (od nazwiska polityka Partii Komunistycznej Pio La Torre, który zginął tego samego dnia – 30.04.1982 – kiedy do Palermo przybył Dalla Chiesa). Minister spraw wewnętrznych Virginio Rognoni kontynuował dzieło La Torre (Ustawa Rognoni – La Torre).
Mimo to krwawa wojna trwała nadal i mafia w żaden sposób nie chciała odpuścić. 25 stycznia 1983 roku zginął sędzia GianGiacomo Ciaccio Montalto – zastrzelony z broni maszynowej przed swoim domem. 29 lipca tego samego roku zginął w zamachu bombowym inny sędzia Rocco Chinnici – zdążył podpisać nakazy aresztowania m.in. Michela Greco, Salvatora Riiny i Bernarda Provenzano.

## Odznaczenia
- Wielki Oficer Orderu Wojskowego Włoch[2]
- Wielki Oficer Orderu Zasługi Republiki Włoskiej[3]
- Komandor Orderu Zasługi Republiki Włoskiej[4]